# Ozero Promernoe
Der Ozero Promernoe (Transliteration von russisch Озеро Промерное Osero Promernoje, deutsch ‚Vermessungssee‘) ist ein See im ostantarktischen Enderbyland. Er liegt in der Umgebung des Oval’noye Lake nahe der Molodjoschnaja-Station.
Russische Wissenschaftler benannten ihn.